# Pteromalus shanxiensis
Pteromalus shanxiensis är en stekelart som beskrevs av Huang 1987. Pteromalus shanxiensis ingår i släktet Pteromalus och familjen puppglanssteklar. Inga underarter finns listade i Catalogue of Life.